# Sveriges generalkonsulat i Montréal
Sveriges generalkonsulat i Montréal var Sveriges diplomatiska beskickning i Montréal mellan 1916 och 1993. Generalkonsulatet hade sitt ursprung i det konsulat som öppnade 1906 som omvandlades generalkonsulat 1916. Generalkonsulatet hörde, jämte de i New York, Minneapolis, San Francisco, Houston och Chicago till de så kallade arvskonsulaten på grund av den stora mängden arvsmål som konsulatet hade hand om.
Generalkonsulatets distrikt omfattade hela Kanada fram till 1983. Mellan 1983 och 1991 skedde uppdelningar av distriktet mellan svenska generalkonsulatet i Montréal, generalkonsulatet i Toronto och konsulatet i Vancouver. Från 1991 till stängningen 1993 bestod distriktet av Montréal och Quebec, New Brunswick, Newfoundland, Nova Scotia samt Prince Edward Island. När generalkonsulatet i Montréal stängde 1993 öppnade ett honorärkonsulat som verkat i staden sedan dess. 

## Historia

### Konsulat
Konsulatet upprättades genom beslut den 26 oktober 1906 med distrikt omfattande Brittiska Nordamerika med undantag av British Columbia. Genom beslut vid 1912 års riksdag uppfördes lön på extra stat för konsuln i Montréal, och 1913 års riksdag biföll Kunglig Majestäts proposition om detta konsulats uppförande på ordinarie stat (lön 19,000 kronor). I sammanhang härmed fick konsuln förmansställning även i förhållande till konsuln i Victoria, så att den förres distrikt för framtiden kom att omfatta hela Kanada (inklusive British Columbia). I december 1915 utnämnde och förordnade Kunglig Majestät till konsul i Montréal från och med 1 januari 1916 förutvarande statsrådet generalkonsuln i disponibilitet fil. dr. David Bergström samt tillika förordnat generalkonsul Bergström att vara generalkonsul i Brittiska Nordamerika.

### Generalkonsulat
I början av 1916 hade Statsutskottet godkänt Kunglig Majestäts förslag om att ersätta konsulatet i Montréal med ett generalkonsulat, och en årlig avlöning på 26 000 kronor. Fredrik Vilhelm Thorsson och August Sävström, bland andra, motsatte sig detta och föreslog avslag. I första kammaren motsatte sig herr Lindblad från Göteborg förslaget och påminde om att konsulatet i Montréal hade byggts med vanliga statsmedel år 1913. Även om konsulatet hade fått mer arbete på grund av ökad utvandring till Kanada, ansågs det inte nödvändigt att höja det till ett generalkonsulat, särskilt inte precis innan riksdagen skulle samlas. Herman Kvarnzelius från utskottet försäkrade att de hade undersökt frågan noggrant och funnit att ett generalkonsulat i Montréal var motiverat, med tanke på dess omfattande arbetsbörda och betydelsen av att främja handel och industri. Thorsson hävdade dock att Sveriges intressen skulle bättre tillgodoses med ytterligare ett konsulat i Kanada och ansåg det för tidigt att höja utgifterna för konsulära ändamål i Montréal, särskilt med tanke på den ökning som redan skett från 19 000 till 37 000 kronor. Utrikesminister Knut Agathon Wallenberg förklarade behovet av ett konsulat i Montréal och betonade landets betydelse för handelsförbindelserna. Han ansåg att den föreslagna avlöningen var nödvändig för att säkerställa en kompetent representant i landet. Han försvarade också förslaget att höja konsulatet till generalkonsulat med hänvisning till dess ökade inflytande och möjlighet att göra mer än ett vanligt konsulat. Trots invändningar från flera ledamöter biföll kammaren till slut utskottets förslag. Den 29 februari 1916, godkände Foreign Office David Bergström som konsul i Montréal för Brittiska Nordamerika förutom British Columbia, och generalkonsul för Brittiska Nordamerika.
I 1943 års Amerikautredningen angav ett första betänkande som syftade till att förstärka och effektivisera den svenska utrikesrepresentationen och upplysningsverksamheten i Nord- och Sydamerika. Med tanke på Kanadas växande betydelse föreslog de att det befintliga generalkonsulatet i Montréal ansågs otillräckligt och att en beskickning skulle etableras i Ottawa. Det föreslogs att sändebudet även skulle fungera som generalkonsul i Montréal. För att stödja denna representation föreslogs i Kunglig Majestäts proposition till riksdagen att två mellangradstjänstemän placeras vid beskickningen, en för handläggning av kommersiella frågor och den andra för allmänna ärenden, speciellt arvsmålsverksamhet. Trots behovet av en utvidgad konsulär representation föreslog experterna inte att nya konsulat skulle etableras i Kanada för närvarande, men de föreslog att den föreslagna handelsattachén i San Francisco även borde fokusera på svenska intressen på den kanadensiska västkusten. Eftersom Kanadas politiska och kommersiella betydelse hade ökat avsevärt, föreslogs det att den svenska representationen i landet bör ha diplomatisk karaktär. De noterade att många icke-brittiska länder redan hade etablerat beskickningar i Ottawa, och de framhöll även den betydande svenska befolkningen i Kanada som ytterligare motivering för att stärka den svenska representationen. För att stärka personalen föreslog de att en högre legationssekreterare borde tillsättas. I augusti 1943 beslutade regeringen att upprätta en beskickning i Ottawa och dra in generalkonsulatet i Montréal. Till sändebud i Ottawa förordnades generalkonsuln i Montréal Per Wijkman.
År 1949 upprättades ett beskickningskansli i Montréal underställt beskickningen i Ottawa. Kansliet varade fram till 1953 då generalkonsulatet återupprättades.

### Nedstängning
I december 1992 kom beskedet att en rad svenska ambassader och konsulat skulle stängas. Beslutet skulle fattas som en del av den statsbudget som presenterades den 11 januari 1993. För Kanadas del innebar det att generalkonsulatet i Montréal (två UD-anställda) och i Toronto (tre utsända) skulle stängas. Under budgetåret 1993/94 blev Utrikesförvaltningen i Montréal, liksom många andra offentliga sektorer, utsatt för omfattande besparingar och rationaliseringar. För att uppnå en mindre men mer effektiv förvaltning krävdes inte bara allmän sparsamhet utan också strukturella förändringar. För att minska kostnaderna och förbättra effektiviteten föreslog regeringen att tio utlandsmyndigheter skulle ersättas med alternativ representation från och med den 1 juli 1993, bland annat generalkonsulatet i Montréal som skulle omvandlas till honorärt konsulat eller generalkonsulat. Dessa åtgärder syftade till att minska kostnaderna genom att ersätta lönade utlandsmyndigheter med billigare alternativ och samtidigt förbättra samordningen mellan Utrikesdepartementet och dess utlandsmyndigheter med fast representation.

## Arbetsuppgifter
Konsulatet hörde, jämte de i New York, San Francisco, Houston, Chicago och Minneapolis, till de så kallade arvskonsulaten på grund av den stora mängden arvsmål som konsulatet hade hand om. Juridiska rådgivare var knutna till dem och dessa besörjde bland annat arvsmål.
Underliggande konsulat under generalkonsulatets verksamhetstid: Calgary, Chatham, Dawson City, Edmonton, Hamilton, Halifax, Kenora, Newcastle, Newfoundland, Port Arthur, Quebec City, Saint John, Sydney, Toronto, Vancouver, Victoria samt Winnipeg.

## Ansvarsområde
Konsulatets distrikt fram till 1983 omfattade hela Kanada. År 1983 året öppnade Sveriges konsulat i Vancouver och från året efter hade det konsulatet tagit över provinserna Alberta, British Columbia och Saskatchewan samt territoriet Yukon från generalkonsulatet i Montréal. Från 1985 till 1990 bestod generalkonsulatets distrikt av Montréal samt provinser och territorier Quebec, Manitoba, New Brunswick, Newfoundland, Nova Scotia, Ontario och Prince Edward Island samt Northwest Territories. Från 1991 till 1993 bestod distriktet av Montréal och Quebec, New Brunswick, Newfoundland, Nova Scotia samt Prince Edward Island. År 1991 öppnade det svenska generalkonsulatet i Toronto som tog över Ontario, Manitoba, Alberta, Saskatchewan samt Northwest Territories.

## Byggnader

### Kansli
Från åtminstone 1914 till 1915 var kansliet beläget i Canadian Express Building på 95 rue McGill, Room 516–517. Från 1916 till 1929 var kansliet beläget i Drummond Building på 511 Saint Catherine Street West i Montréals innerstad. Från 1930 till 1937 var kansliet beläget på 1117 Saint Catherine Street West i centrala Montréal. Från 1938 till 1943 var kansliet beläget på 1462 Bishop Street West i centrala Montréal. På samma adress var beskickningskansliet beläget under 1949.
Från 1950 till 1953 var beskickningskansliet beläget vid Bishop Court Apartments på 1511 Bishop Street. Därefter var generalkonsulatets kansli beläget på samma adress från 1954 till 1959. Från 1960 till april 1962 var kansliet beläget på 2055 Bishop Street. Den 1 maj 1962 flyttande man till den då nybyggda CIBC Tower, Suite 800, 1155 Dorchester Boulevard West (omdöpt till René Lévesque Boulevard år 1987) i centrala Montréal. Här kvarstannade man i över 30 år tills generalkonsulatet stängde 1993.

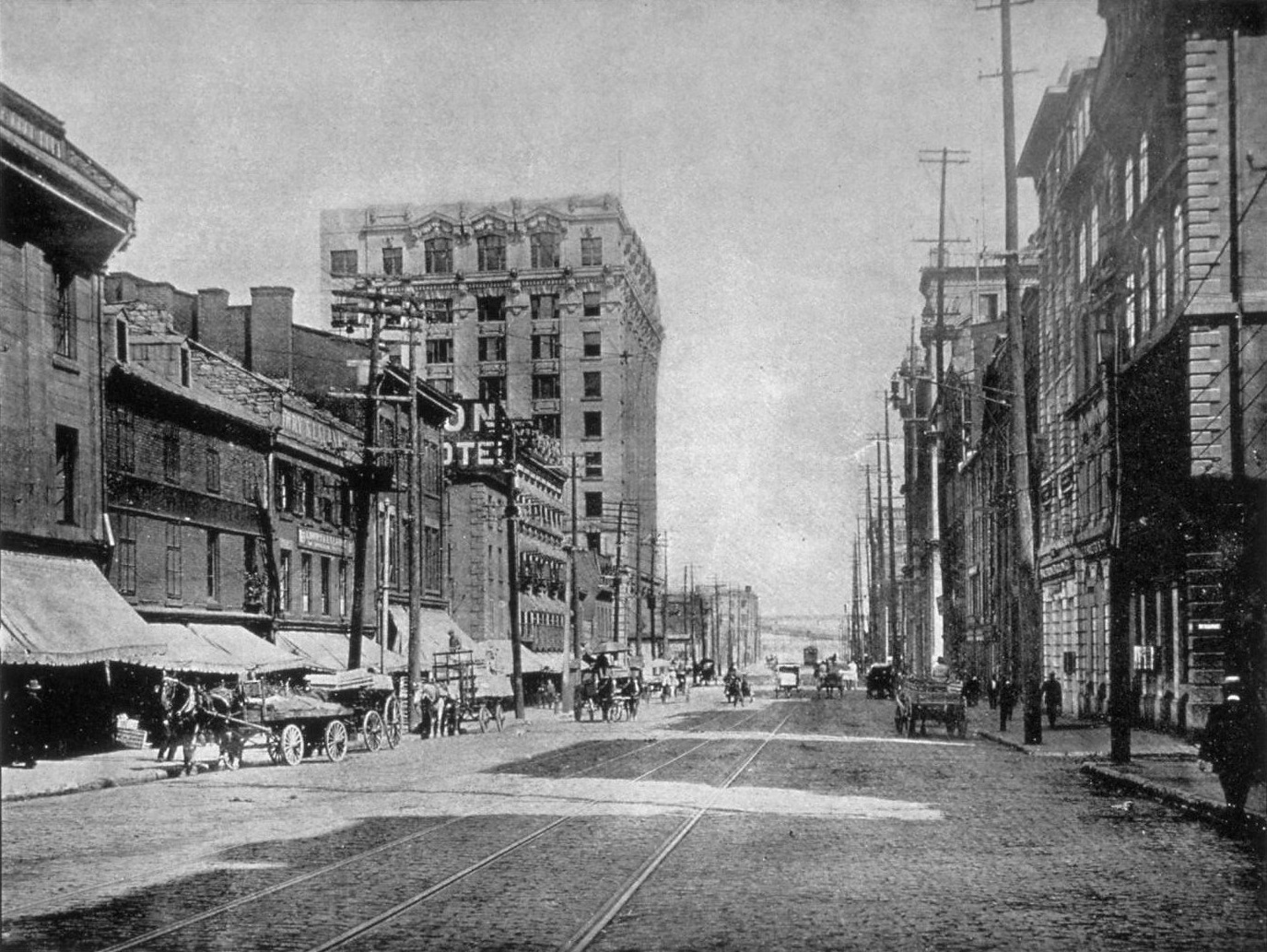
Canadian Express Building, 95 rue McGill (?–1915)
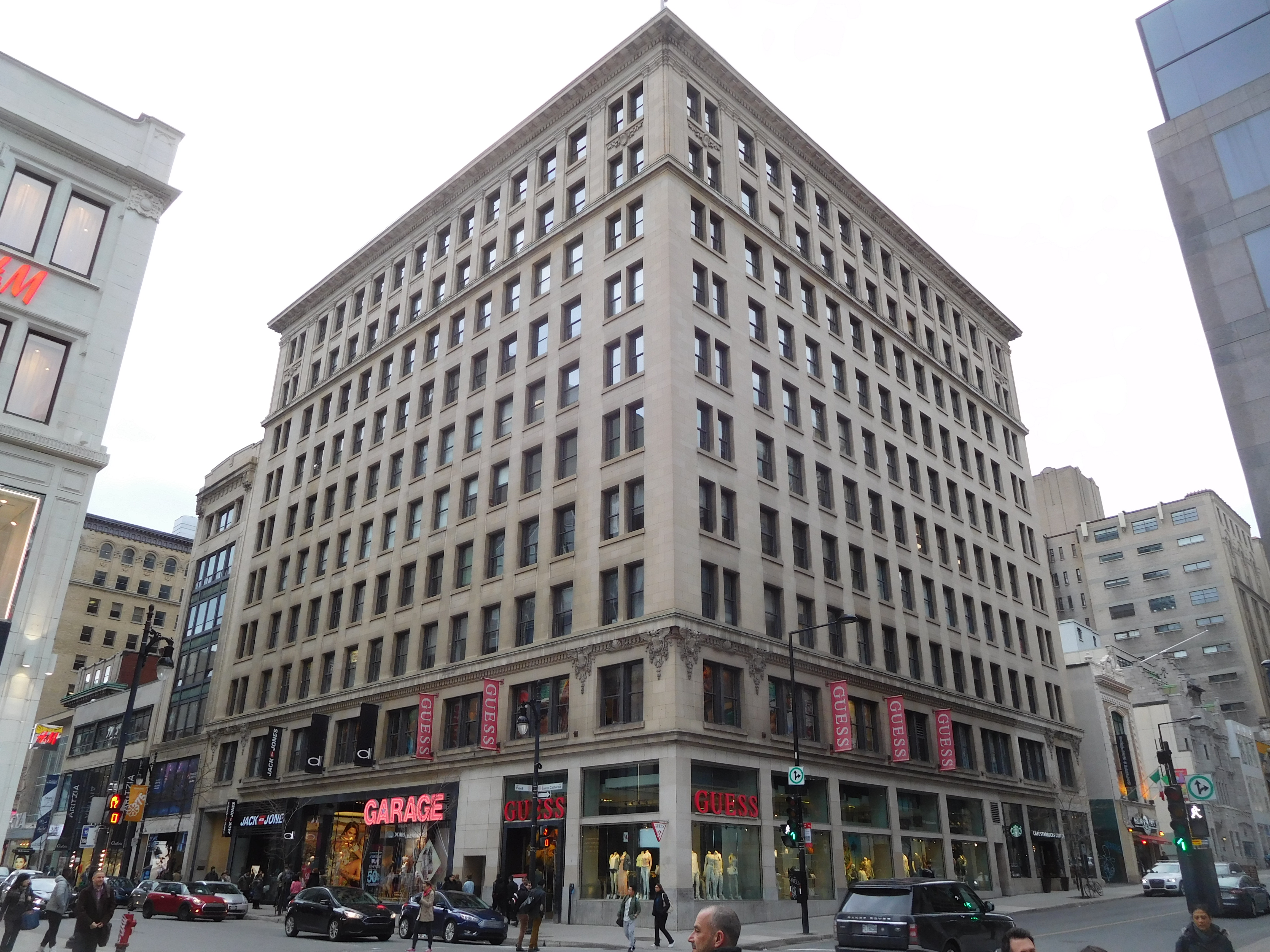
Drummond Building, 511 Saint Catherine Street West (1916–1929)
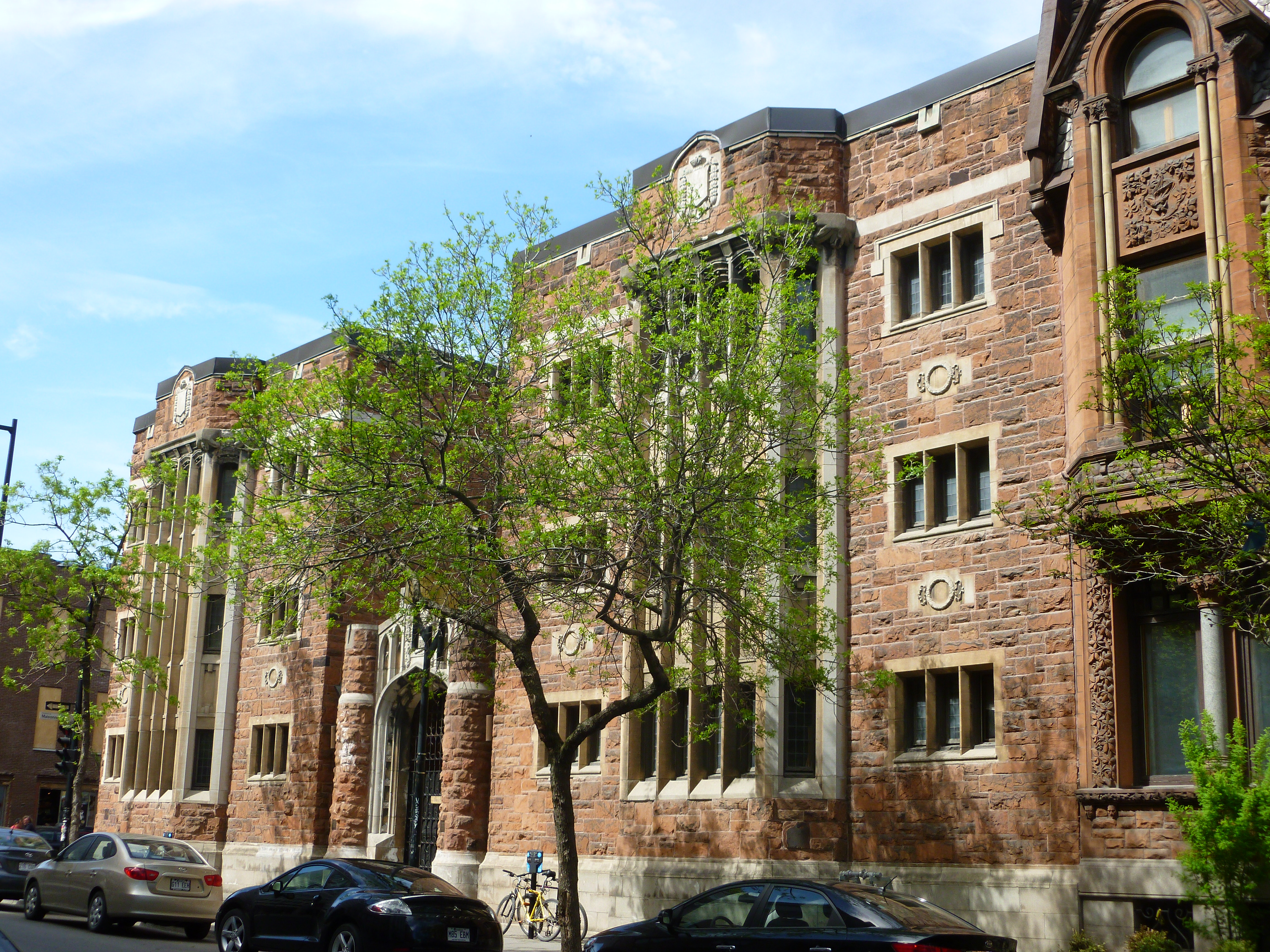
Bishop Court Apartments, 1511 Bishop Street (1950–1953)
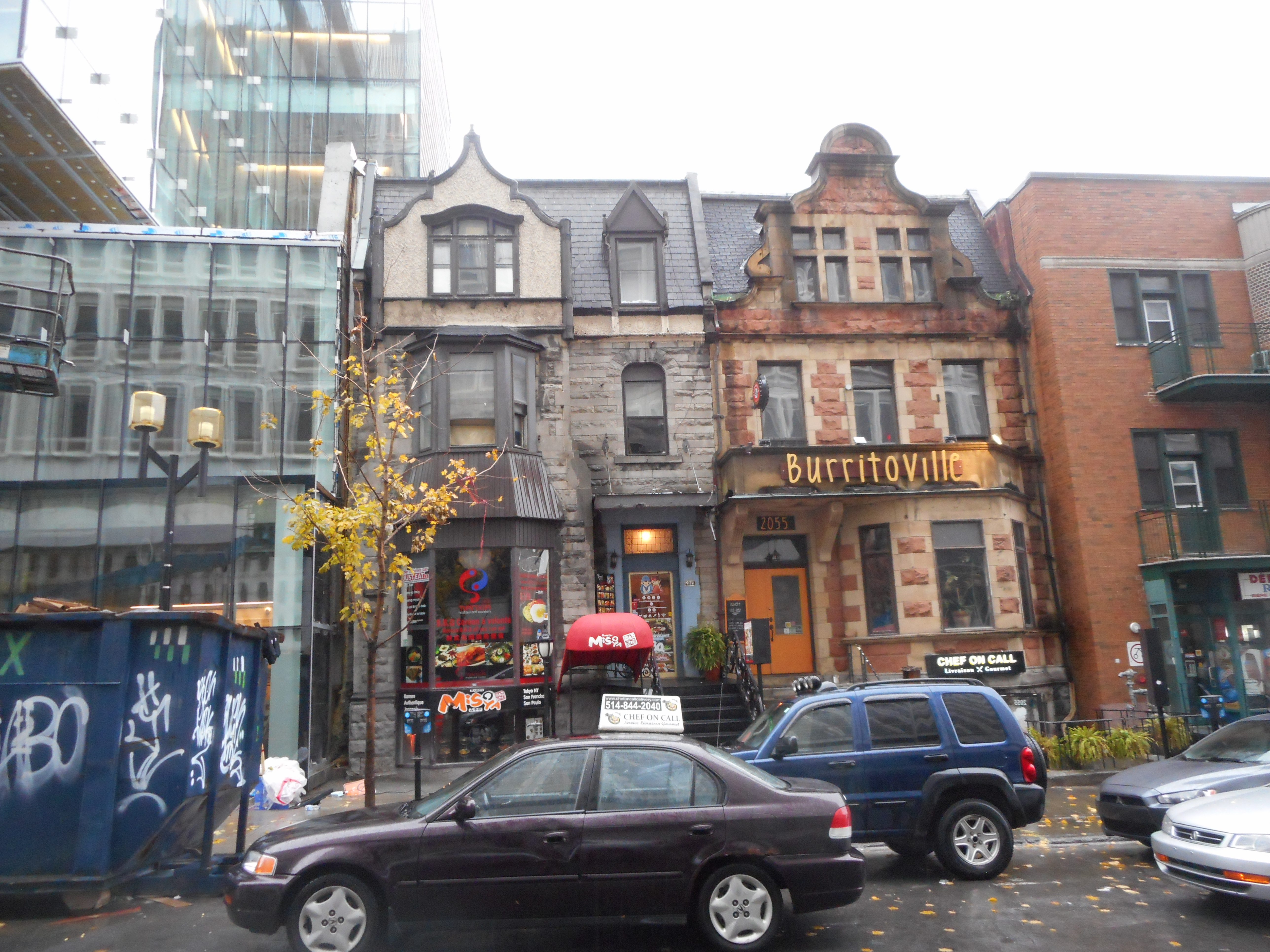
2055 Bishop Street (1960–1962)
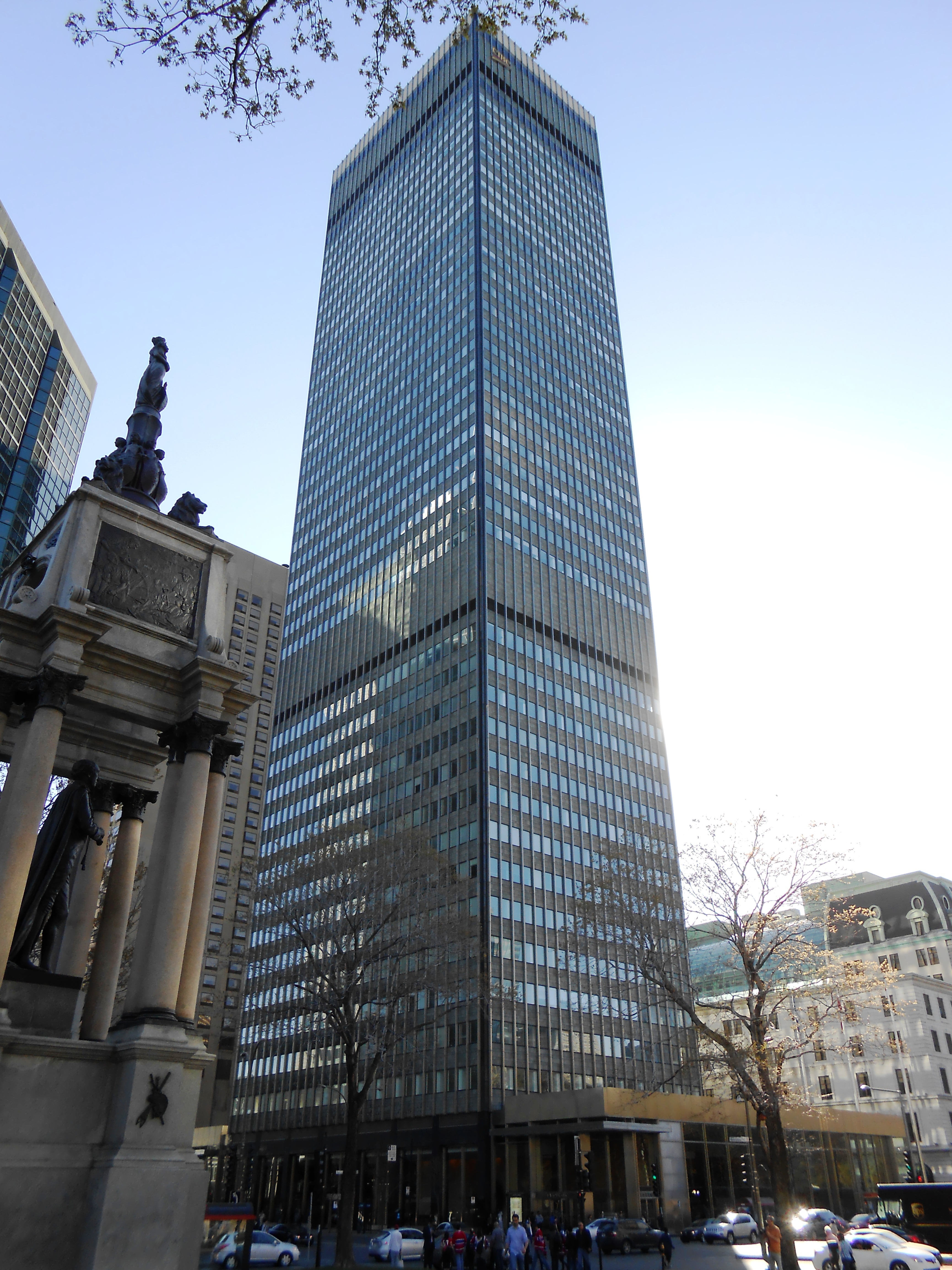
CIBC Tower, 1155 René Lévesque Boulevard (1962–1993)

### Residens
Från åtminstone 1965 till 1966 var generalkonsulns residens beläget vid 3460 Simpson Street i området Golden Square Mile. Från 1966 var residenset beläget på 2801 Hill Park Circle brevid Beaver Lake på Mont Royal.

## Beskickningschefer
| Namn                         | Period                              | Titel                                    | Noter                                                                          | Ref                  |
| Konsulat (1906–1916)         | Konsulat (1906–1916)                | Konsulat (1906–1916)                     | Konsulat (1906–1916)                                                           | Konsulat (1906–1916) |
| ---------------------------- | ----------------------------------- | ---------------------------------------- | ------------------------------------------------------------------------------ | -------------------- |
| Gustaf Erik Gylling          | 14 december 1906 – 30 oktober 1908  | Konsul                                   |                                                                                | [ 1 ]                |
| Hamilton Gault               | 30 april 1909 – 10 november 1911    | Honorär generalkonsul                    |                                                                                | [ 1 ]                |
| Einar Henrik Lindquist       | 1 juli 1911 – 22 november 1912      | Ställföreträdande konsul                 |                                                                                | [ 1 ]                |
| Gylfe Anderberg              | 31 december 1913 – 10 december 1915 | Konsul                                   | Ställföreträdande den 22 november 1912.                                        | [ 1 ] [ 2 ]          |
| David Bergström              | 10 december 1915 – 18 december 1916 | Konsul                                   | Konsul i Montréal och ställföreträdande generalkonsul i Brittiska Nordamerika. | [ 35 ]               |
| Generalkonsulat (1916–1993)  |                                     |                                          |                                                                                |                      |
| David Bergström              | 19 december 1916 – 1918             | Generalkonsul                            |                                                                                | [ 35 ]               |
| Carl Otto (Carlo) von Dardel | 1918–1921                           | Ställföreträdande generalkonsul          |                                                                                | [ 36 ]               |
| Magnus Clarholm              | 1921 – 1 juli 1936                  | Generalkonsul                            |                                                                                | [ 37 ] [ 38 ]        |
| Constans Lundquist           | 1936–1939                           | Generalkonsul                            |                                                                                | [ 39 ]               |
| Gustaf Löwenhard             | 1 januari 1940 – 1941               | Generalkonsul                            |                                                                                | [ 40 ] [ 41 ]        |
| Hugo Tamm                    | 1941–1941                           | Ställföreträdande generalkonsul          |                                                                                | [ 42 ]               |
| Per Wijkman                  | 1 april 1941 – 1943                 | Generalkonsul                            |                                                                                | [ 43 ] [ 26 ]        |
| –                            | 1944–1953                           | –                                        | Beskickningskansli i Montréal mellan 1949 och 1953.                            | [ 8 ] [ 9 ]          |
| August von Hartmansdorff     | 1953–1956                           | Tjänsteförättande generalkonsul          |                                                                                | [ 44 ]               |
| Olof Ripa                    | 1956–1959                           | Konsul & tjänsteförättande generalkonsul |                                                                                | [ 45 ]               |
| Olof Ripa                    | 1959–1960                           | Generalkonsul                            |                                                                                | [ 46 ]               |
| Ingvar Grauers               | 1960–1963                           | Tjänsteförättande generalkonsul          |                                                                                | [ 47 ]               |
| Ingvar Grauers               | 1963–1965                           | Generalkonsul                            |                                                                                | [ 32 ]               |
| Stig Engfeldt                | 1966 – 13 augusti 1969              | Generalkonsul                            | Dog i ämbetet.                                                                 | [ 48 ] [ 49 ] [ 50 ] |
| Gösta Brunnström             | 1969–1972                           | Generalkonsul                            |                                                                                | [ 51 ]               |
| Sten Aminoff                 | 1972–1973                           | Ställföreträdande generalkonsul          |                                                                                | [ 52 ]               |
| Sten Aminoff                 | 1973–1974                           | Generalkonsul                            |                                                                                | [ 53 ]               |
| Olof Bjurström               | 1975–1980                           | Generalkonsul                            |                                                                                | [ 54 ]               |
| Claës Erik Winberg           | 1980–1985                           | Generalkonsul                            | Sidoackrediterad till Nassau, Bahamas från 1981.                               | [ 15 ] [ 55 ]        |
| Bengt Rösiö                  | 1985–1990                           | Generalkonsul                            |                                                                                | [ 16 ]               |
| Karin Ahrland                | 1990–1993                           | Generalkonsul                            |                                                                                | [ 18 ]               |
| Honorärkonsulat (1993–idag)  |                                     |                                          |                                                                                |                      |
| Marie Giguere                | 1993–1997                           | Honorärkonsul                            |                                                                                | [ 56 ]               |
| Lionel P. Hurtubise          | 1997–2002                           | Honorärkonsul                            |                                                                                | [ 57 ]               |
| Daniel Johnson Jr.           | 2002–2020                           | Honorärkonsul                            |                                                                                | [ 58 ]               |
| Jocelyn Auger                | 2020–idag                           | Honorärkonsul                            |                                                                                | [ 59 ]               |

## Fotnoter
1. ↑  Adressen till dagens honorärkonsulat som öppade 1993 efter generalkonsulatet stängt.
2. ↑  Generalkonsulatet har sitt ursprung i det konsulat som öppade 26 oktober 1906 som omvandlades till generalkonsulat 1916.